# Tigva
De gemeente Tigva (Georgisch: თიღვის მუნიციპალიტეტი, Tigvis moenitsipaliteti) is een zogeheten 'Tijdelijke Administratief-Territoriale Eenheid' in het noorden van Georgië op het voormalige grondgebied van de gemeente Kareli. Het is feitelijk gelegen in de afgescheiden republiek Zuid-Ossetië, die onder Russische controle staat.
De gemeente valt formeel onder de 'Provisionele Territoriale Eenheid Zuid-Ossetië', het door de centrale Georgische autoriteiten erkende gezag over Zuid-Ossetië en werd geïntroduceerd ten behoeve van het lokaal bestuur over de Georgische dorpen in het gebied waar de centrale Georgische autoriteiten nog gezag over hadden. Het bestuurlijk centrum is het dorp Avnevi. Geen enkel deel van de gemeente staat sinds 2008 nog onder Georgisch gezag.

## Achtergrond
Na het intrekken van de Zuid-Ossetische autonomie in december 1990 door de Georgische Sovjetautoriteiten, werd in april 1991 het district Kornisi opgeheven en aan Kareli toegevoegd. Dit leverde op den duur problemen op met het lokale bestuur toen in 1992 de republiek Zuid-Ossetië werd uitgeroepen en het conflict met de Zuid-Osseten bleef voortduren.
Tijdens de hervormingen van het lokaal bestuur in 2006, toen de Georgische districten werden omgezet naar gemeenten (municipaliteiten), werden er Tijdelijke Administratief-Territoriale Eenheden opgericht in delen van Zuid-Ossetië waar Georgië na de burgeroorlog van 1991-1992 het gezag nog over had. Dit waren vooral etnisch Georgische dorpen. Tigva werd als gemeente afgesplitst van Kareli en kwam overeen met het voormalige Zuid-Osseetse district Znaur (Kornisi).
Deze tijdelijke territoriale eenheden werden in mei 2007 onder een overkoepelend door Tbilisi erkend interim gezag over Zuid-Ossetië geplaatst, de Zuid-Ossetische Administratie. Voor de gemeentelijke verkiezingen van 5 oktober 2006 werd de gemeenteraad op 14 zetels gezet. Dit was de eerste en laatste keer dat voor deze gemeente een Sakreboelo (gemeenteraad) werd gekozen.
Als gevolg van de oorlog in 2008 verloor Tbilisi het laatste stuk controle over Zuid-Ossetië en dus ook over Tigva, waarmee deze bestuurlijke indeling vooral een papieren kwestie is geworden. De Zuid-Ossetische Administratie behartigt sindsdien in ballingschap vanuit Tbilisi voornamelijk de belangen van de Georgische vluchtelingen, die in speciale nederzettingen in de omgeving van Zuid-Ossetië en andere delen van Georgië wonen.
Deze dorpen liggen weliswaar in andere Georgisch bestuurde gemeenten maar vallen formeel onder de verantwoordelijkheid van de Tijdelijke Administratief-Territoriale Eenheden. Georgië beschouwt Zuid-Ossetië en daarmee de gemeente Tigva sinds 2008 door Rusland bezet.

## Administratieve onderverdeling
De gemeente Tigva werd op 7 december 2006 geregistreerd met 24 dorpen en een 'nederzetting met stedelijk karakter', namelijk Znaur (Kornisi). De Georgische autoriteiten hadden effectief het gezag over slechts enkele van deze dorpen in de Prone riviervallei. De gemeente is formeel onderverdeeld in 6 administratieve eenheden: Achalsjeni, Avnevi, Lopani, Noeli, Okona en Tigva. Hoofdplaats is Avnevi. Het grondgebied komt overeen met het Znaur district van Zuid-Ossetië.

## Oorlog 2008

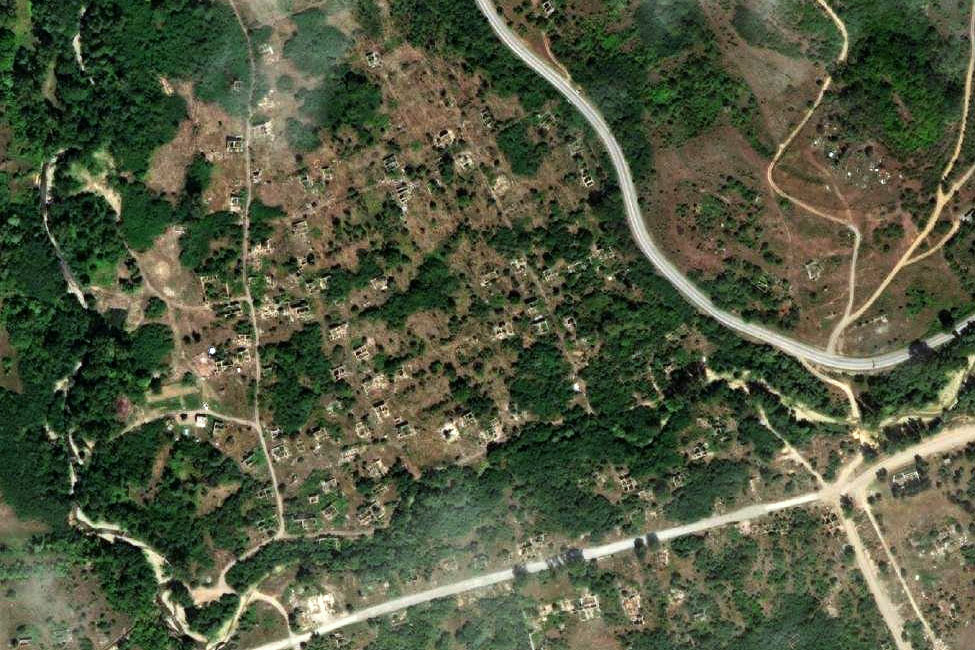
Avnevi was een van de vele Georgische dorpen die in 2008 systematisch vernield werd

In aanloop naar de oorlog van 2008 waren Noeli en Avnevi een aantal keren doelwit van zware Osseetse beschietingen waarbij in totaal tientallen gewonden vielen en enkele Georgische vredestroepen de dood vonden. De aanhoudende beschietingen op 7 augustus 2008 op diverse Georgisch bevolkte dorpen, waaronder Avnevi en Noeli, na de Georgische oproep tot staakt-het-vuren, waren de uiteindelijke aanleiding tot het Georgische offensief dat als start van de oorlog wordt gezien.
Internationale onderzoekers constateerden vlak na de oorlog systematische vernietiging van Georgisch bevolkte dorpen, zoals Avnevi en Noeli. Aanklagers van het Internationaal Strafhof documenteerden stelselmatige vernietiging van huizen in de dorpen Avnevi en Noeli "met als doel de etnische Georgiërs met geweld van het grondgebied van Zuid-Ossetië te verdrijven". Huizen van Osseten in die dorpen werden juist gespaard.
Het afbranden van de dorpen gebeurde nadat het staakt-het-vuren op 12 augustus 2008 was overeengekomen, en gebeurde in opdracht van het leiderschap van Zuid-Ossetië, zo stelden de aanklagers van het Strafhof. In totaal zouden 482 woningen in de gemeente Tigva die aan etnische Georgiërs toebehoorden onbewoonbaar zijn gemaakt. Het Georgische ministerie van Binnenlandse Ontheemden uit de Bezette Gebieden en Vluchtelingen stelde in 2014 dat er 2.059 ontheemden zijn uit de gemeente Tigva.

## Demografie
Slechts in enkele plaatsen kon in 2002 de nationale volkstelling gehouden worden. Het gezag over Arkneti raakte in de periode 2004-2008 verloren. De betreffende dorpen waren overwegend etnisch Georgisch in samenstelling, mede als gevolg van de burgeroorlog in 1991-1992 waarbij gemengde dorpen over en weer vrijwel geheel etnisch gezuiverd werden. Avnevi en Noeli waren historisch al praktisch mono-etnisch Georgisch. Door de oorlog van 2008 werden deze twee dorpen ontvolkt en vernietigd. Volgens de Zuid-Osseetse census van 2015 zouden er alleen in Avnevi nog enkele mensen wonen.
| Nederzettingen                                                                       | Nederzettingen | 1923     | 1923      | 1989     | 1989      | 2002     | 2002      | 2015     |
| Nederzettingen                                                                       | Nederzettingen | Inwoners | Georgisch | Inwoners | Georgisch | Inwoners | Georgisch | Inwoners |
| ------------------------------------------------------------------------------------ | -------------- | -------- | --------- | -------- | --------- | -------- | --------- | -------- |
| Avnevi                                                                               | ავნევი         | 558      | 99 %      | 1.146    | 77 %      | 1.022    | 88 %      | 6        |
| Noeli                                                                                | ნული           | 437      | 95 %      | 426      | 94 %      | 507      | 94 %      | 0        |
| Arkneti                                                                              | არკნეთი        | 303      | 46 %      | 177      | 35 %      | 62       | 79 %      | 108      |
| Verantwoording data: 1923, 1989, volkstelling 2002, Zuid-Osseetse volkstelling 2015. |                |          |           |          |           |          |           |          |